# Gehlsbach (Gemeinde)
Gehlsbach település Németországban, Mecklenburg-Elő-Pomeránia tartományban. Lakosainak száma 527 fő (2023. december 31.).

## Népesség
A település népességének változása:
| Lakosok száma | 512  | 509  | 507  | 521  | 555  | 527  |
|               | 2014 | 2017 | 2019 | 2021 | 2022 | 2023 |